# レア・リン・ガブリエラ・フォルトゥニ
レアことレア・リン・ガブリエラ・フォルトゥニ（LEAH Lynn Gabriela Fortune、1990年12月13日 - ）は、ブラジル・サンパウロ市生まれの女子サッカー選手。ポジションはディフェンダー。

## 経歴
生まれたのはブラジルのサンパウロ市であるが、彼女が2歳の時にアメリカ合衆国シカゴへと引っ越しており、現在はブラジルとアメリカの二重国籍を保持している。地元のサッカークラブ、チーム・シカゴに所属、クレムゾン大学に入学したが、同大サッカー部には所属せず、引き続きチーム・シカゴでプレーしている。
彼女の得意とするプレーの一つにスローインがあり、ボールを持ったままハンドスプリングを行うことで30メートルもの距離のスローインを可能にしている。このプレーにより彼女はブラジルのU-20の女子サッカー代表にも呼ばれている。
2008年、2010年と2度U-20女子ワールドカップにブラジル代表の一員として出場した。